# Пањона
Пањона (итал. Pagnona) је насеље у Италији у округу Леко, региону Ломбардија.
Према процени из 2011. у насељу је живело 402 становника. Насеље се налази на надморској висини од 851 м.

## Становништво
Према резултатима пописа становништва 2011. у општини је живело 402 становника.
| 1931. | 1936. | 1951. | 1961. | 1971. | 1981. | 1991. | 2001. | 2011. |
| ----- | ----- | ----- | ----- | ----- | ----- | ----- | ----- | ----- |
| 535   | 517   | 562   | 571   | 551   | 549   | 492   | 439   | 402   |